# Great Blizzard of 1899
Great Blizzard of 1899 var ett oväntat vinterväder som slog till i södra USA 1899. Rapporterna pekade först på rekordhögt lufttryck över Assiniboia (senare Saskatchewan), men senare kom rapporter om frost i Florida längs med Florida East Coast Railway.

## Arktisk kyla
- Cape May, New Jersey: 0 °F (−17 °C) (köldrekord i Cape May county)
- Gainesville, Florida: 6 °F (−14 °C) (köldrekord i Gainesville FL)
- Tallahassee, Florida: −2 °F (−19 °C)
- Diamond, Georgia: −12 °F (−24 °C)
- Atlanta, Georgia: −9 °F (−23 °C) (kallast någonsin i Atlantas historia sedan åtminstone 1878)
- Sandy Hook, Kentucky: −33 °F (−36 °C)
- Minden, Louisiana: −16 °F (−27 °C)(köldrekord i Louisiana)
- Fort Logan, Montana: −61 °F (−51 °C)
- Camp Clark, Nebraska: −47 °F (−44 °C)
- Milligan, Ohio: −39 °F (−39 °C) (köldrekord i Ohio)
- Lawrenceville, Pennsylvania: −39 °F (−39 °C)
- Pittsburgh, Pennsylvania: −20 °F (−30 °C)
- Santuc, South Carolina: −11 °F (−24 °C)
- Erasmus, Tennessee: −30 °F (−34 °C)
- Austin, Texas: −1 °F (−18 °C)
- San Antonio, Texas: +4 °F (−15°C)
- Monterey, Virginia: −29 °F (−34 °C) (köldrekord i hela delstaten fram till 1985)
- Dayton, West Virginia: −35 °F (−37 °C)
- Washington, D.C.: −15 °F (−26 °C) (still the all-time low temperature within the District of Columbia)
- Altoona, Pennsylvania. −22 °F (−30 °C) (köldrekord i Altoona fram till -25 °F uppmättes 1994)